# Cổ phiếu ngân quỹ
Cổ phiếu ngân quỹ hay cổ phiếu quỹ là các cổ phiếu mà chính công ty phát hành mua lại và nắm giữ như các nhà đầu tư bình thường khác. Các cổ phiếu này không được tính vào số cổ phiếu đang lưu hành.
Các công ty cổ phần mua cổ phiếu quỹ trong các trường hợp sau:
Thứ nhất: Vì cổ phiếu quỹ thuộc quyền sở hữu chung của công ty và được loại trừ không chia cổ tức cho nên công ty có thể mua cổ phiếu quỹ để làm lợi cho các cổ đông hiện hữu, hay nói cách khác khi lãnh đạo công ty đang chịu sức ép phải có tỷ lệ sinh lời trên cổ phiếu từ các cổ đông.
Thứ hai: Khi công ty có một lượng tiền nhàn rỗi chưa có dự án đầu tư và cùng lúc hoạt động kinh doanh của chính mình đang có chiều hướng tốt, lợi nhuận bình quân cao hơn các ngành khác mà mình dự định đầu tư.
Thứ ba: Khi công ty thấy cổ phiếu của mình trên thị trường giao dịch bị sụt giảm về số lượng và giá cổ phiếu. Công ty tăng mua cổ phiếu của chính mình làm tăng lượng cầu về cổ phiếu để đẩy giá lên hoặc đặt mua làm nhiều lần để làm giảm sự giảm giá trên thị trường. Đây cũng là biện pháp các công ty thường làm trên thế giới, các công ty thường dùng biện pháp này để tạo "sóng" chứng khoán cho chính mình. Do vậy một số các nước trong đó có cả Việt Nam sẽ đặt ra một số quy chế về khối lượng mua, nguồn vốn mua, tỷ lệ mua, không được mua của ai... để hạn chế mặt không tích cực của việc mua cổ phiếu quỹ trên thị trường.
Thứ tư: Công ty mua cổ phiếu quỹ để thưởng cho nhân viên. Đây là biện pháp thường được áp dụng để tạo sự gắn bó, khích lệ nhân viên. Thông thường việc dùng cổ phiếu quỹ làm cổ phiếu thưởng phải có nguồn thanh toán từ quỹ khen thưởng phúc lợi.
Thứ năm: Mua lại cổ phiếu quỹ để thời gian sau điều chỉnh giảm vốn điều lệ công ty. Trường hợp này rất ít xảy ra trên thực tế.